# Gerlinde Döberl
Gerlinde Döberl (* 1. Oktober 1951 in Linz-Kleinmünchen, Oberösterreich; † 14. Juni 1989 in Thessaloniki, Griechenland) war eine österreichische Schauspielerin und Hörspielsprecherin.

## Leben
Gerlinde Döberl debütierte 1967 am Landestheater Linz, wo sie bis 1970 engagiert war. Sie agierte hier in Ödön von Horváths Don Juan kommt aus dem Krieg und in Gerhart Hauptmanns Winterballade.
Danach spielte sie unter anderem 1974/75 am Theater in der Josefstadt in Wien in Alan Ayckbourns Immer, immer wieder mit Peter Vogel. Weitere Theaterstationen waren Fritz Rémonds Theater am Zoo in Frankfurt am Main (1978/79) und das Theater am Dom in Köln (1980). Im Jahr 1982 stand sie in George Bernard Shaws Theaterstück Helden an der Kleinen Komödie in München auf der Bühne.
In den beiden Ganghofer-Verfilmungen Schloß Hubertus (1973) und Der Jäger von Fall (1974) übernahm sie tragende Rollen. Danach war sie besonders Seriendarstellerin, in der Krimiserie I. O. B. – Spezialauftrag wirkte sie 26 Folgen als Catherine Burger an der Seite von Claus Wilcke mit.
Döberl war mit dem Schauspieler Werner Umberg verheiratet. Die Hochzeit fand im Juli 1973 in der Schlosskapelle von Schloss Amerang, in der Nähe von Wasserburg am Inn, statt; das Paar hatte sich im November 1972 in München kennengelernt. Die Ehe wurde später wieder geschieden.
Nach einem Unfall in Icking im Isartal im Jahr 1983, bei dem ihr zweiter Ehemann ums Leben kam, konnte sie ihre Karriere nicht mehr fortsetzen. Sie war Mutter einer Tochter und lebte in München.

## Filmografie (Auswahl)
- 1970: Die Helena des Euripides
- 1971: Der Wirrkopf
- 1972: Mensch ärgere dich nicht (Kinofilm)
- 1972: Die Reise des Herrn Perrichon
- 1972: Ornifle oder Der erzürnte Himmel
- 1973: Schloß Hubertus (Kinofilm)
- 1973: Der Kommissar – Sommerpension (Fernsehserie)
- 1974: Der Jäger von Fall (Kinofilm)
- 1974: Der Kommissar – Der Segelbootmord (Fernsehserie)
- 1975: Spannagl & Sohn (Fernsehserie, mehrere Folgen)
- 1977: Der Unverbesserliche
- 1977: Onkel Silas (Fernseh-Zweiteiler)
- 1980–1981: I. O. B. – Spezialauftrag (Fernsehserie, 26 Folgen)
- 1981: Derrick – Tod eines Italieners (Fernsehserie)
- 1982: Kreisbrandmeister Felix Martin (Fernsehserie, zwei Folgen)
- 1984: Zwei schwarze Schafe (Geschichten aus Kalmüsel) (Fernsehserie, eine Folge)

## Hörspiele (Auswahl)
- 1965: Rolf und Alexandra Becker: Gestatten, mein Name ist Cox (1. Folge: Trommeln gehört zum Handwerk) – Regie: Ferry Bauer (Original-Hörspiel, Kriminalhörspiel – ORF Oberösterreich)
- 1967: George Bernard Shaw: Man kann nie wissen – Bearbeitung und Regie: Ferry Bauer (Hörspielbearbeitung – ORF Oberösterreich)
- 1968: Robert Cedric Sherrif: Verräterische Spuren – Bearbeitung und Regie: Ferry Bauer (Hörspiel, Kriminalhörspiel – ORF Oberösterreich)
- 1969: Philip Levene: Ambrose in Paris (Hörspiel in acht Teilen) – Regie: Ferry Bauer (Originalhörspiel, Kriminalhörspiel – ORF Oberösterreich)
- 1977: André Obey: Um Mitternacht – Regie: Ferry Bauer (Hörspielbearbeitung – ORF Oberösterreich)
- 1977: Oskar Zemme: Mennige (Monika) – Regie: Ferry Bauer (Hörspiel – ORF Oberösterreich/SFB)
- 1978: James Saunders: Ihre alte Welt – Regie: Ferry Bauer (Science-Fiction-Hörspiel – ORF Oberösterreich)
- 1978: Friedrich Ch. Zauner: Land (Fanny) – Regie: Ferry Bauer (Hörspiel – ORF Oberösterreich)
- 1980: Noel Coward: Akt mit Geige – Regie: Ferry Bauer (Hörspielbearbeitung – ORF Oberösterreich)

Quelle: Ö1-Hörspieldatenbank